# Тимелія-темнодзьоб асамська
Тиме́лія-темнодзьо́б асамська (Stachyris oglei) — вид горобцеподібних птахів родини тимелієвих (Timaliidae). Мешкає в Індії і М'янмі.

## Опис
Довжина птаха становить 16 см. Тім'я і верхня частина тіла коричневі. Крила і хвіст темно-коричневі, поцятковані тонкими світлими смужками. Груди сірі, на обличчі чорна "маска", над очима білі "брови". Горло і щоки білі.

## Поширення і екологія
Асамські тимелії-темнодзьоби мешкають на кордоні Північно-Східної Індії і М'янми, в горах Паткай і Мішмі, їхній ареал дуже фрагментований. Вони живуть у вологих чагарникових заростях в ущелинах скель, у бамбукових заростях і чагарниковому підліску вологих тропічних лісів. Зустрічаються на висоті від 300 до 900 м над рівнем моря. Живляться комахами. Сезон розмноження триває з квітня по липень. У негніздовий період зустрічаються зграйками по 20-25 птахів. Гніздо кулеподібне, у кладці 3-4 яйця.

## Збереження
МСОП класифікує цей вид як вразливий. За оцінками дослідників, популяція асамських тимелій-чорнодзьобів становить від 3500 до 15000 птахів. Їм загрожує знищення природного середовища.